# Mesones Hidalgo
Mesones Hidalgo è un comune del Messico, situato nello stato di Oaxaca.